# にせガンダム
『にせガンダム』とは、ガンダムシリーズの派生企画、SDガンダムシリーズに登場するモビルスーツ（MS）という設定のキャラクターである。
デザイナーは横井画伯こと横井孝二。

## 概要
『コミックボンボン』誌上に連載された横井孝二の4コマ漫画『元祖! SDガンダム』が初出。いつもガンダムにいじめられていたザクはその復讐のため、外装をガンダムに偽装して不意を突こうとこっそり近づく。しかしたくさんの「ガンダム」がいたために気付かれる前に逃げるが、ほかのジオン系MSたちにガンダムと勘違いされ追いかけられてしまう、というオチである。
その後、ガンダムでも敵MSでもないキャラとして孤立してしまい、仲間作りに奔走するようになりにせガンダムMk-IIを初めとする派生キャラクターが誕生することになる。
また、派生キャラのにせガンダムMk-IIおよびにせΖガンダムとともに『SDV』に「にせガンダムチーム」として取り入れられている。商品展開は、カードダスやガシャポン戦士の塩ビ人形のほか、『元祖SDガンダム No.24 にせガンダム』としてキット化されている。

## 外見
外見は大まかに言えばガンダムとザクIIを合わせたものだが、モノアイ部の支柱形状や胸部、右肩シールドのデザインなどハイザックに近い部分もある。
ザク系のフェイス部にガンダムフェイスを模したカバーを、頭部にガンダムと同型のブレードアンテナを、胸部に連邦系MSの特徴である排気ダクトを、背部にはビームサーベルの柄を取り付け、右肩シールド形状を連邦系のものに換装するなど、外見を大きく変えている。
これらはいずれも偽装のためのダミーである。外装こそ連邦系に見えるが内部機構は殆どザクIIのままで、腰部のパイプ装着箇所は股間ブロックに移動しているなど細部のレイアウトこそ変更されているものの、頭部モノアイセンサーや外部動力パイプはザクIIと同形状である。
デザインした横井は特に気に入っており、SDガンダムの企画がスタートする前から「ガンダム+ザク」をいつかやってみたかったと言及しており、どこにも属さないが故に自分のモノといえるとも述べている。

## SDVでの設定
上記のように半ばお遊びのデザインであったが、SDVではMSとしての設定が付与された（型式番号はSDガンダムより）。しかしあくまでもSDガンダム内の設定であることに注意を要する。
MS-06C にせガンダム（ザク偽装型）。
実戦には配備されず、主に模擬訓練時の的（アグレッサー）として運用されている。

## 映像作品
OVA『機動戦士SDガンダム MARK-IV』収録「SDガンダム猛レース」に登場。DVD未収録。声優は神代知衣。

## 派生キャラクター

### にせガンダムMK-II
にせガンダムがハイザックをスカウトして改造した、第二のにせガンダム。頭部がガンダムっぽくなり、バルカンポッドが装着されているが、ほかはにせガンダムほど外見の変化はない。「オレホントのガンダムになっちゃうもーん!!」とにせガンダムを捨ててガンダムたちの中に紛れ込むが、ばれて追いかけられる。
『SDコマンド戦記 G-ARMS』ではマスクコマンダーの影武者として登場するなど他のにせガンダムに比べ優遇されている。『元祖SDガンダム No.69 マスクコマンダー』やSDX版には差し替え用のフェイスパーツが付属している。

#### SDVでの設定
RMS-178 にせガンダムMk-II
ティターンズがバーザム開発のため、ハイザックにガンダムMk-IIの開発データをインプットした機体。

### にせΖガンダム
ヤケになったにせガンダムが誰彼かまわずガンダムに改造したうちの一人。モチーフはズゴックだが、変形できないのにΖガンダムを名乗っている。「にせズゴックガンダム」と呼ばれることもある。外見はトリコロールに塗られたズゴック以外の何者でもないが、両腕が通常のマニピュレーターになっており、また、申し訳程度に額にガンダムと同型のブレードアンテナ、背部にダミーのビームサーベル2本が装着されている。
ズゴックと一緒にハンブラビやドム、そしてオチとしてザクレロまでもがにせガンダムになっているが、その後も漫画に登場したのは彼のみである。

#### SDVでの設定
MSMZ-006 ズゴックガンダム
ガンダイバーに対抗して開発されたとの噂があるが、詳細は不明。

### にせもの戦隊 にせガン5（ファイブ）
にせΖガンダムたちに続いて、仲間を増やすためににせガンダムが改造するが、5人グループとなり結局にせガンダムは余されてしまう。漫画では上記のように名乗っているが、カードダスでは「ニセモノ戦隊 ニセガンV（ファイブ）」と表記されている。
- にせνガンダム（サザビー）（リーダー）
- にせガンダムNT-1（アクト・ザク）
- にせΖΖガンダム（ザクIII[8]）
- にせガンダムF90（ズサ）
- にせガンダムF91（デナン・ゾン）